# Boursinidia atrimedia
Boursinidia atrimedia är en fjärilsart som beskrevs av George Francis Hampson 1907. Boursinidia atrimedia ingår i släktet Boursinidia och familjen nattflyn. Inga underarter finns listade i Catalogue of Life.